# Parafia Wniebowzięcia Najświętszej Maryi Panny w Klesztowie
Parafia Wniebowzięcia Najświętszej Maryi Panny w Klesztowie – parafia rzymskokatolicka, znajdująca się w archidiecezji lubelskiej, w dekanacie Chełm – Wschód.

## Zasięg parafii
Do parafii należą wierni z następujących miejscowości: Annopol, Bielin, Dębowy Las (Wołkowiany), Dryszczów, Kazimierówka, Kolonia (Klesztów), Klesztów, Ksawerów, Lipinki, Roztoka-Kolonia, Roztoka, Stanisławów, Syczów, Wołkowiany